# Yvan Perrin

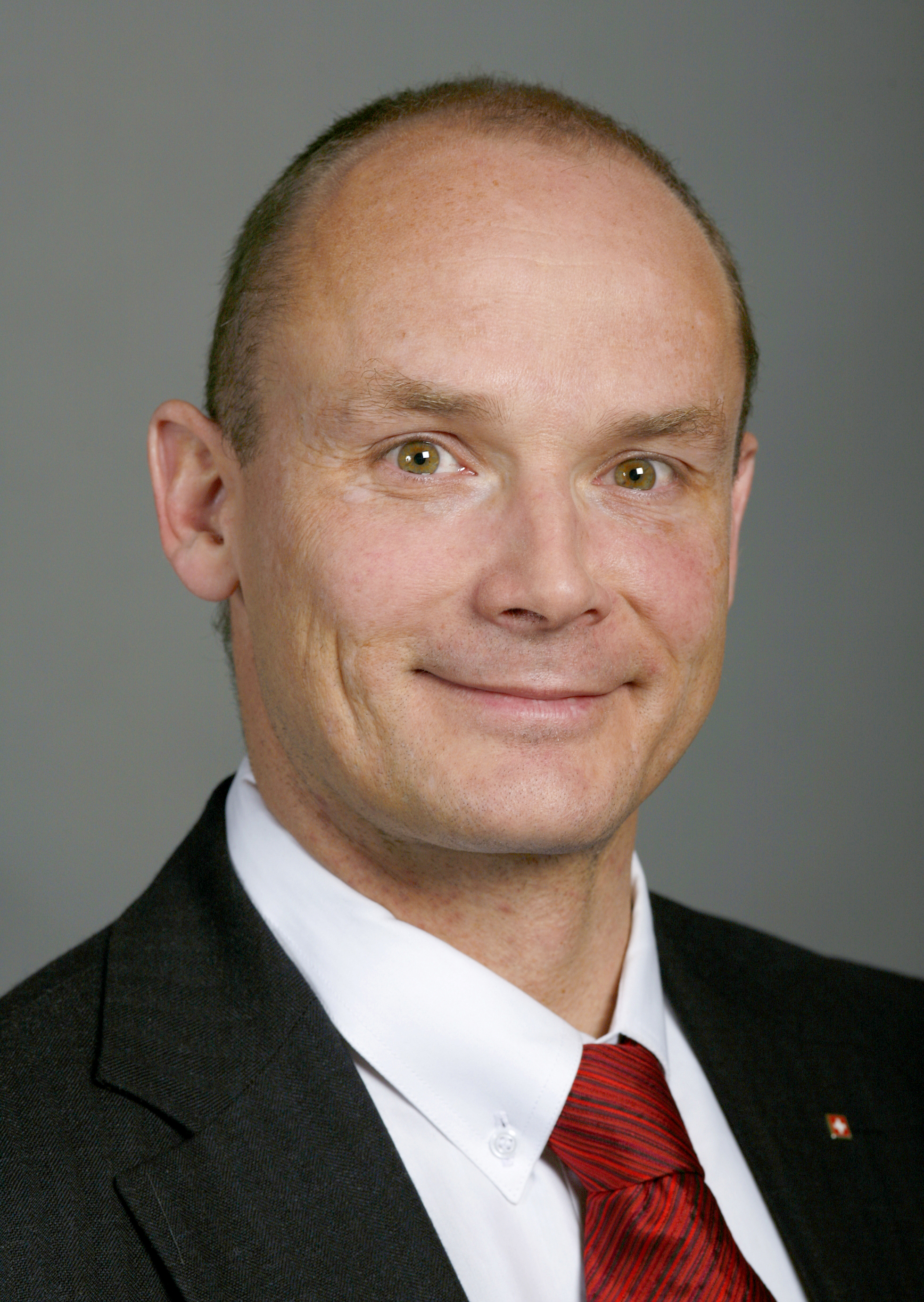
Yvan Perrin (2007)

Yvan Perrin (* 9. Dezember 1966 in Fleurier; heimatberechtigt in Provence) ist ein Schweizer Politiker (SVP). Von 2003 bis 2013 gehörte er dem Nationalrat an. Im Mai 2013 wurde er in den Staatsrat des Kantons Neuenburg gewählt, im Juni 2014 trat er aus gesundheitlichen Gründen zurück.

## Biografie
Yvan Perrin wohnt im neuenburgischen La Côte-aux-Fées. Er arbeitete als Polizeiinspektor der Kantonspolizei Neuenburg.
Yvan Perrin startete seine politische Karriere im Jahr 2000, als er in den Gemeinderat von La Côte-aux-Fées gewählt wurde, dem er bis 2010 angehörte. Bei den Parlamentswahlen 2003 wurde er als Vertreter des Kantons Neuenburg in den Nationalrat gewählt und bei den Parlamentswahlen 2007 und 2011 bestätigt. Er war Mitglied der Sicherheitspolitischen Kommission und der Staatspolitischen Kommission, die er 2007 bis 2009 präsidierte. 2006 wählte ihn die Delegiertenversammlung der SVP zu ihrem Vizepräsidenten als Vertreter der Romandie. Diese Position wollte er im Juni 2010 niederlegen, nachdem seine Partei bezüglich des «UBS»-Staatsvertrages Schweiz/USA keine klare Position vertrat. Nach Gesprächen mit der Parteileitung verschob er seinen Rücktritt als Vizepräsident auf die Parlamentswahlen im Herbst 2011. Von 2001 bis 2013 und von 2016 bis 2017 war er Präsident der SVP des Kantons Neuenburg.
Am 19. Mai 2013 wurde Perrin in den Staatsrat des Kantons Neuenburg gewählt. Damit gelang erstmals einem Vertreter der SVP der Einzug in die Exekutive des Kantons. Sein Nationalratsmandat gab er zum 31. August 2013 auf. Im Staatsrat übernahm Perrin das Departement für Raumplanung und Umwelt. Nach mehrfachen Burn-out-Fällen gab er am 16. Juni 2014 seinen Rücktritt per sofort bekannt.
Bei den Nationalratswahlen im Herbst 2019 kandidierte Yvan Perrin erneut für die SVP, diese verlor jedoch ihren einzigen Sitz.